# Luz Machado
Pour les articles homonymes, voir Machado.
Luz Machado, plus connue sous le pseudonyme de Ágata Cruz, est une militante politique, journaliste et poétesse vénézuélienne, née à Ciudad Bolívar le 3 février 1916 et morte à Caracas le 11 août 1999. Fondatrice du Cercle des écrivains vénézuéliens, elle est membre de la Société bolivarienne.

## Livres
- Ronda
- Variaciones en tono de amor
- Vaso de resplandor
- Canto al Orinoco
- Sonetos nobles y sentimentales
- Sonetos a la sombra de Sor Juana Inés de la Cruz
- Retratos y tormentos
- Crónicas sobre Guayana

## Prix
- Medalla de Plata, Asociación de Escritores Venezolanos.
- Prix national de littérature du Venezuela, 1987.
- Orden Francisco de Miranda (en), 1993